# Covelinhas
Covelinhas ist ein Ort und eine ehemalige Gemeinde (Freguesia) im portugiesischen Kreis Peso da Régua. Die Gemeinde hatte 226 Einwohner (Stand 30. Juni 2011).
Am 29. September 2013 wurden die Gemeinden Covelinhas und Galafura zur neuen Gemeinde União das Freguesias de Galafura e Covelinhas zusammengeschlossen.